# Cantó de Montgiscard
El cantó de Montgiscard és un cantó francès del departament de l'Alta Garona, a la regió d'Occitània. Està inclòs al districte de Tolosa, té 20 municipis i té com a cap cantonal Montgiscard.

## Municipis
- Montgiscard
- Escalquens
- Basièja
- Aigasvivas
- Pontpertusat
- Bèlberaud
- Montlaur
- Dèime
- Dònevila
- Forcasvals
- La Bastida
- Audars
- Montbrun de Lauragués
- Corronsac
- Aissús
- Navelhas
- Espanés
- Las Varenas
- Bèlvéser de Lauragués
- Posa